# Ganjaragung
Ganjaragung is een bestuurslaag in het regentschap Metro van de provincie Lampung, Indonesië. Ganjaragung telt 6136 inwoners (volkstelling 2010).